# Festival delle rose 1965

## La manifestazione
Visto il successo della prima edizione del Festival delle rose, per la seconda edizione l'organizzazione decise di aumentare il numero dei cantanti in gara da 24 a 40, suddivisi in "Campioni" (14) e "Giovani" (16). Le canzoni in concorso sono però 44, perché i big gareggiano con due brani, cioè con entrambe le facciate del 45 giri che devono lanciare in quel periodo.
Succede quindi che, a volte, la giuria (dislocata in dieci diverse città, e che cambia in ognuna delle tre serate) decida di premiare la canzone sul lato B invece di quella sul lato A (è il caso, ad esempio, di Come stasera mai di Sergio Endrigo, preferita a Teresa).
In questa edizione, al premio dello giurie si affianca quello della critica, che viene assegnato tra i giovani a Loredana Bufalieri e tra i big a Bruno Lauzi (che ottiene il premio dell'Ente del turismo).
L'orchestra che accompagna i cantanti era diretta dai maestri Bruno Canfora e Giampiero Boneschi.
Tra i giovani debutta il cantautore Franco Califano, il cui brano, pur non vincendo, diventerà comunque un evergreen della musica leggera italiana: trattasi di E la chiamano estate di Bruno Martino.

## Elenco delle canzoni partecipanti

### Sezione Campioni
In grassetto le 14 canzoni finaliste
- - Le Amiche: Basta con i ricordi e Se questa vita non ti va - Jolly
  - Orietta Berti: Voglio dirti grazie (testo di Luciano Beretta e Miki Del Prete; musica di Alberto Anelli) e È troppo facile - Polydor
  - Ico Cerutti: Chiedo giustizia in amore e Un uomo come me - Ciao! Ragazzi
  - Dino: Il ragazzo di ghiaccio e Sai, sai, sai - ARC
  - Don Miko: O credi agli amici o credi a me e Torna da me - Ariston Records
  - Sergio Endrigo: Teresa e Come stasera mai - Fonit Cetra
  - Peppino Gagliardi: Un atto di dolore e Ho il coraggio di amarti - Jolly
  - Bruno Lauzi: L'uomo che aspetti e Ti ruberò - CGD
  - Louiselle: La mia vita e Sorridono - ARC AN 4061
  - Jenny Luna: Ti voglio più bene di prima e Ma tu che ne sai - ARC
  - Bruno Martino: E la chiamano estate e Non ci sarà un'altra volta - Ariston Records
  - Pierfilippi: Sarà come una volta e Le cose più importanti - RCA Italiana
  - Sonia & le Sorelle: La ragazza può fare e No, ragazzo no - La Voce del Padrone
  - Edoardo Vianello: Un giorno in più e Se ti incontrerò - RCA Italiana

### Sezione Giovani
In grassetto le 8 canzoni finaliste
- - Gli Angeli di Trieste: 13 lune - Fonit Cetra
  - Ivana Borgia: La corriera - ARC
  - Paolo Bracci: Coraggio amico mio - Leader Records
  - Loredana Bufalieri: Tu che sei lassù - ARC
  - Franco Califano: Ti raggiungerò - Ariston Records
  - Evi Damiano: Non per me - Columbia
  - Felice Davià: Di tutte le cose - Fonit Cetra
  - Paolo Gualdi: Perché non vuoi - Edibi
  - Anna Maria Izzo: Amici come prima - ARC
  - Marcello Malu: Se tu vuoi bene a lui - ARC
  - Paola Neri: Mi ricorderò di te - Ariston Records
  - Nino Pisano: Cento di questi dì - ARC
  - Arnaldo Primo: Il mio amore per te - Hockey
  - Roy Silver: Ora che tu sei ritornata - Errepi
  - Daniele Silvestri: Quando l'amore finisce - Columbia

## Classifica finale
1. Orietta Berti - Voglio dirti grazie

- Premio della critica: Loredana Bufalieri - Tu che sei lassù
- Premio dell'Ente del Turismo: Bruno Lauzi - Ti ruberò